# Передача информации
Переда́ча информа́ции  — физический процесс, посредством которого осуществляется перемещение знаков (сведений, способных предоставлять информацию) в пространстве или осуществляется физический доступ субъектов к знакам.
Передача информации — заблаговременно организованное техническое мероприятие, результатом которого становится воспроизведение информации, имеющейся в одном месте (так называемый источник информации) или в другом месте (приёмник информации). Данное мероприятие предполагает предсказуемый срок получения указанного результата; «информация» здесь понимается в техническом аспекте, как осмысленное множество символов, чисел, параметров абстрактных или физических объектов, без достаточного «объёма» которого не могут быть решены задачи управления, выживания, развлечения, совершения финансовых операций, каких-либо действий, в т. ч. преступных, и т. д. 
Для осуществления передачи информации необходимо наличие, с одной стороны, так называемого «запоминающего устройства», или «носителя», обладающего возможностью перемещения в пространстве и времени между «источником» и «приёмником». С другой стороны, необходимы заранее
известные «источнику» и «приёмнику» правила и способы нанесения и снятия информации с «носителя».
С третьей стороны, «носитель» должен продолжать существовать как таковой к моменту прибытия в пункт назначения
(к моменту окончания снятия с него информации «приёмником»).
В качестве «носителей» на современном этапе развития техники используются как вещественно-предметные, так и волново-полевые объекты физической природы. Носителями могут быть при определённых условиях и сами передаваемые «информационные объекты» (виртуальные носители).
Передача информации в повседневной практике осуществляется по описанной схеме как «вручную», так и с помощью различных автоматов, со множеством разновидностей технических реализаций.
При построении систем передачи информации может «передаваться» не только информация о физических объектах, но и информация о подготовленных к передаче носителях. Таким образом, организуется иерархическая «среда передачи» с любой глубиной вложённости (не путать со средой распространения волновых носителей).

## Способы
Существуют основные способы передачи данных:
- фельдъегерско-почтовая;
- визуальная (флажковая, факельная, световая и т. д.);
- акустическая (см. акустика, громкоговоритель);
- электросвязь: оптическая, проводная, радио, радиорелейная, волоконно-оптическая, спутниковая и другая.

## История
Первое упоминание о передаче информации на дальние расстояния описано в древнегреческом мифе о Тесее (в случае победы над Минотавром Тесей должен был поднять белый парус на своём корабле).

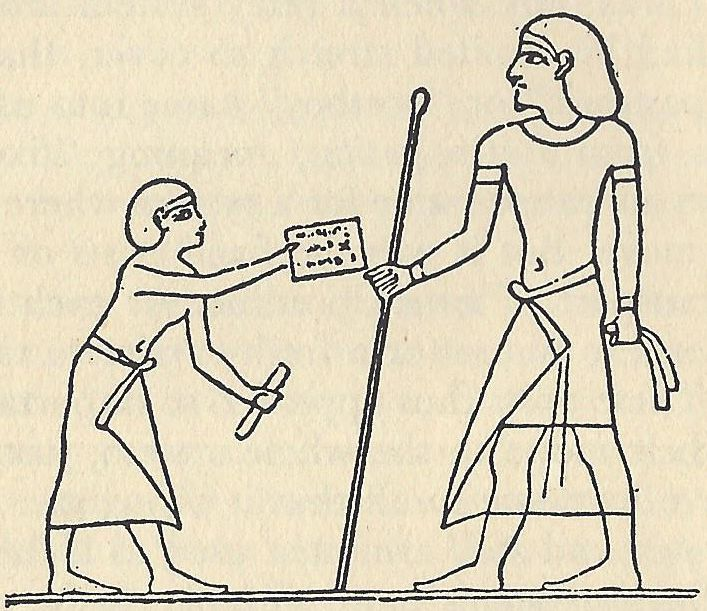
Древнеегипетский рисунок, изображающий курьера, передающего письмо

Для передачи сообщений на большие расстояния с древности использовали дым костров. Открывая и закрывая пламя, можно было управлять периодичностью, с которой облака дыма выпускались в воздух, и так передавать сообщения разного содержания. В трагедии «Агамемнон»  древнегреческого драматурга Эсхила говорится о том, что сообщение о взятии Трои дошло до Греции за нескольких часов при помощи огневых сигналов, которые передавались с одного возвышенного места на другое. Китайцы использовали для передачи срочной информации огни на башнях, которые были расположены вдоль Великой китайской стены.
Необходимость передавать не только сигналы тревоги, но и сообщения различного характера привела к созданию специальных кодов. Так, например, Полибий описал способ передачи информации на расстояние с помощью факелов, при котором все буквы греческой азбуки (24 буквы) делились на пять частей (групп), из пяти букв в четырех и четырех в одной группе. Каждая группа букв наносилась на специальную доску, после чего сигнальщики с помощью факелов указывали, на какую доску необходимо смотреть (один факел — смотри первую доску, два факела — смотри вторую и т. д.) Далее они снова поднимали факелы, в зависимости от расположения букв на доске (первая буква — один факел, вторая — два факела и т. д.). Использовался также звуковой код. Так, в Африке для передачи сообщений использовали бой «говорящих барабанов», при этом отдельные удары и их сочетания обозначали буквы и целые слова.  

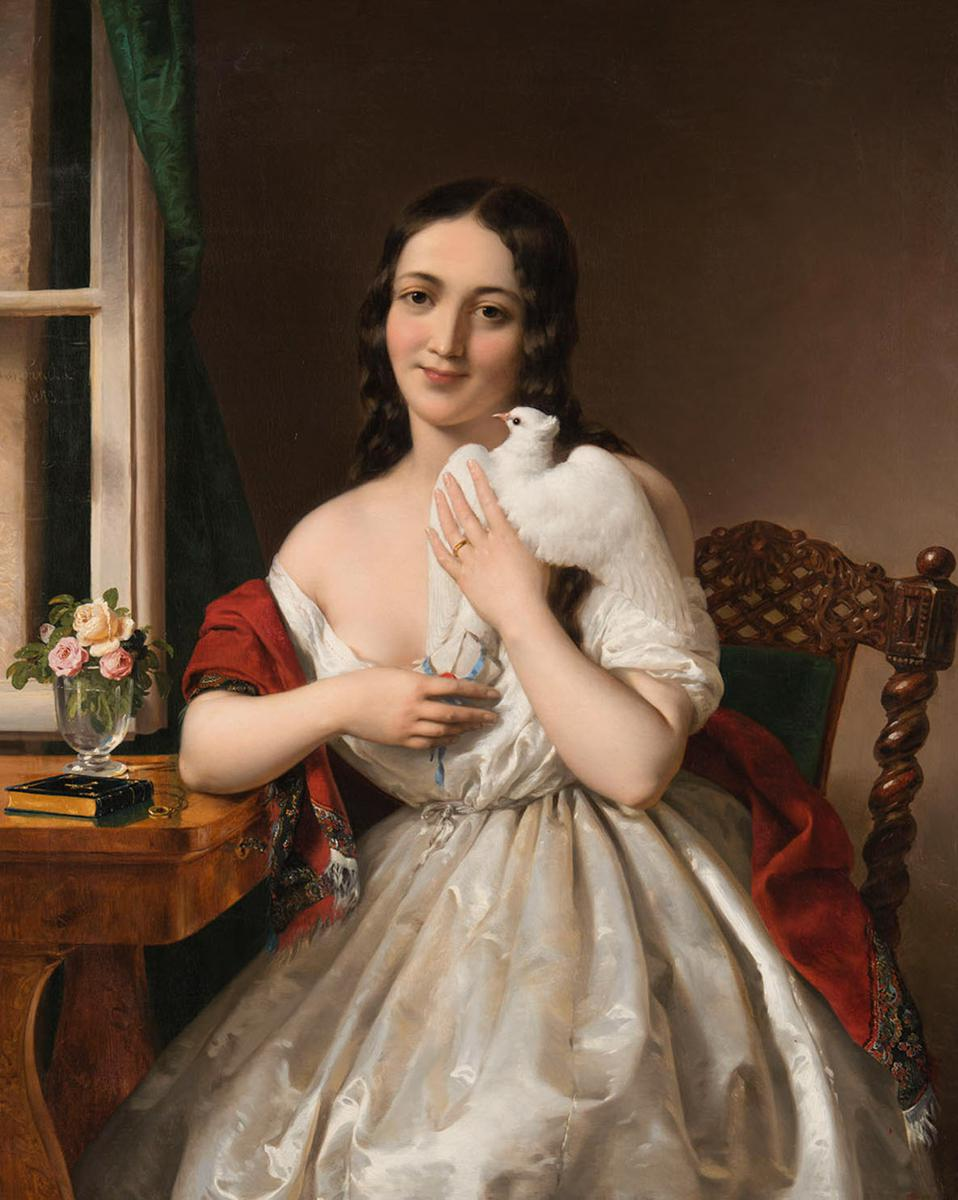
Миклош Барабаш. Голубиная почта (1843)

До возникновения письменности сообщения доставляли пешие и конные гонцы, которые запоминали их. Когда появилась письменность, они стали доставлять письма. Так возникла почта. Уже в древней Персии была создана сеть почтовых станций, на которых находились в ожидании верховые гонцы. Они доставляли письма до следующей станции, а там передавали их следующему гонцу, который доставлял их дальше. Сначала таким образом доставлялись лишь сообщения, необходимые для управления государством, но уже в Средние века почта стала доставлять и частные письма.
С древних времён известна также голубиная почта, основанная на природном свойстве голубей возвращаться к своему гнезду. Если два города хотели наладить между собой голубиную почту, то они должны были обменяться птицами.
В IV веке до н. э. в Греции был изобретён водяной телеграф, который описал Эней Тактик.
Моряки для передачи сообщений между кораблями использовали флажковую сигнализацию, изобретённую ещё в Средние века (ручной семафор и сигнальные флаги).

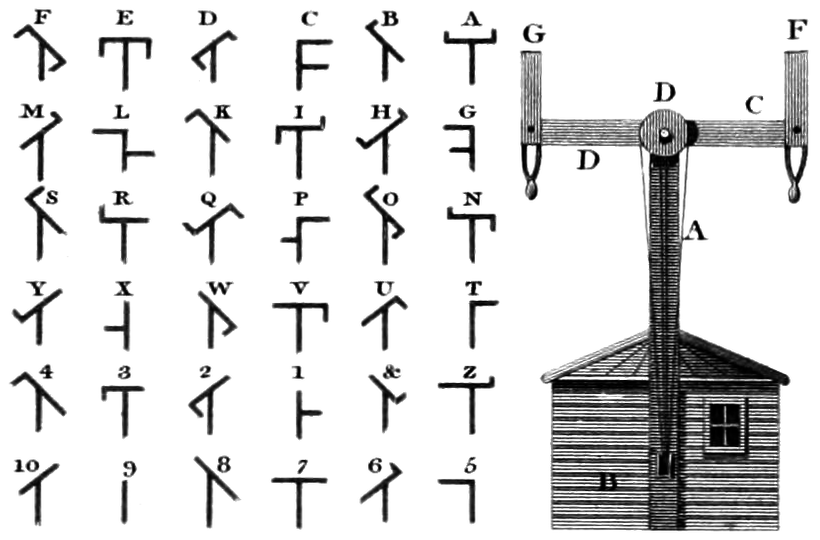
Код оптического телеграфа Шаппа

Первым техническим средством связи на дальние расстояния стал оптический телеграф, который был впервые применён во время войны первой коалиции: 1 сентября 1794 года Карно в Париже получил по оптическому (семафорному) телеграфу Шаппа извещение о взятии французами в тот же день города Конде. Своим блестящим победам Наполеон был немало обязан оптическому телеграфу, с помощью которого он имел возможность быстро передавать свои распоряжения на большие расстояния.
В 1792 году в Вене для передачи письменных сообщений по трубопроводу впервые применили сжатый воздух: колокольня собора Святого Стефана соединялась со сторожкой, где дежурили пожарные, трубой, по которой письменное сообщение о замеченном городском пожаре пересылалось в специальном металлическом патроне. Так появилась пневмопочта. В Берлине в 1875 году существовала целая сеть пневмопочты, соединявшая 15 почтовых отделений, находившихся в разных концах города.
В первой половине XIX века был изобретён электрический телеграф — первое средство электросвязи.
В настоящее время передача информации на дальние расстояния осуществляется с использованием таких электрических устройств, как телефон, телетайп, с использованием радио и СВЧ-связи, а также ВОЛС, спутниковой связи и глобальной сети Интернет.